# 漓东街道
漓东街道，是中华人民共和国广西壮族自治区桂林市七星区下辖的一个乡镇级行政单位。

## 行政区划
漓东街道下辖以下地区：
空明社区、大园盘社区、毅峰社区、穿山东社区、毛塘路社区、横塘社区、轮胎厂社区、英才社区和五里店社区。